# 賢妻 (1987年電影)
《賢妻》（英語：The Umbrella Woman，或作）是一部1987年劇情片，由澳大利亞導演肯·卡麥隆執導。

## 演員
- 布萊恩·布朗

## 外部連結
- 豆瓣电影上《賢妻》的資料 （简体中文）
- 互联网电影数据库（IMDb）上《賢妻》的资料（英文）
- 爛番茄上《賢妻》的資料（英文）
- Box Office Mojo上《賢妻》的資料（英文）